# Mesochorus ignotus
Mesochorus ignotus är en stekelart som beskrevs av Dasch 1974. Mesochorus ignotus ingår i släktet Mesochorus och familjen brokparasitsteklar. Inga underarter finns listade i Catalogue of Life.